# The Divine Wings of Tragedy
Albums de Symphony X
The Damnation Game
(1995) Twilight in Olympus
(1998)
The Divine Wings of Tragedy est le troisième album studio du groupe Symphony X, sorti en 1997. 

## Liste des titres
1. Of Sins and Shadows (4:58)
2. Sea of Lies (4:18)
3. Out of the Ashes (3:39)
4. The Accolade (9:51)
5. Pharaoh (5:28)
6. The Eyes of Medusa (5:26)
7. The Witching Hour (4:15)
8. The Divine Wings of Tragedy (20:41)
9. Candlelight Fantasia (6:45)

La version rééditée par Inside Out contient le Band Interview Part III.

## Composition du groupe
- Michael Romeo - Guitares
- Russell Allen - Chants
- Thomas Miller - Basse
- Michael Pinnella - Claviers
- Jason Rullo - Batterie